# Radawka (Zembowitz)
Radawka ist eine Ortschaft in der Landgemeinde Zembowitz (Zębowice) in der Woiwodschaft Oppeln in Polen.
Radawka liegt etwa einen Kilometer nördlich von Radawie, fünf Kilometer nördlich vom Gemeindesitz Zembowitz, elf Kilometer südöstlich von der Kreisstadt Olesno (Rosenberg O.S.) und dreißig Kilometer nordöstlich von der Woiwodschaftshauptstadt Opole (Oppeln).

## Wirtschaft und Verkehr
An Radawka vorbei führt die alte und zum größten Teil nicht mehr befahrbare Eisenbahnstrecke Kędzierzyn-Koźle–Kluczbork (Kandrzin-Cosel -- Krezuburg).
Der internationale Flughafen Katowice liegt 66 Kilometer entfernt.

### Straßen
Straßen, die durch den Ort führen: 
- Główna (entlang des Ortes)

- Szkolna (Abzweigung an Radawka).